# Al-Achraf Zayn ad-Dîn Chabân
Al-Achraf Zayn ad-Dîn Chabân est le sultan mamelouk bahrite d'Égypte de 1363 à 1376.
Al-Achraf Zayn ad-Dîn Chabân succède à son cousin Al-Mansûr Salâh ad-Dîn Muhammad. Il est le fils d'An-Nâsir Badr ad-Dîn al-Hasan et petit-fils d'An-Nâsir Muhammad. Son règne est le plus long de la dynastie des Mamelouks bahrites.

## Biographie
Al-Achraf Zayn ad-Dîn Chabân n’a que douze ans lorsqu’il parvient au trône. Les premières années de son règne se passent sous la tutelle d’un émir d’origine mongole nommé Yalbogha al-`Umari (en).
L’Égypte vient de subir l’épidémie de peste noire en 1348/1349 qui a tué environ un tiers de la population. En Anatolie, les ottomans deviennent une puissance avec laquelle il va falloir compter. L’empereur byzantin Jean V Paléologue tâche d'obtenir des renforts de l'Occident par la reconnaissance de l'union religieuse. Le pape Innocent VI qui siège comme son prédécesseur à Avignon avait reconstitué la ligue antiturque regroupant Chypre, Venise et les chevaliers de Rhodes à Smyrne en 1357. Il a mandaté Pierre Thomas pour mener des négociations avec l’empereur Jean V. Ces négociations échouent. En 1366, Amédée de Savoie vient au secours de son cousin l’empereur de Byzance en partant de Venise, et contient un temps les turcs en leur reprenant Gallipoli. Pierre Thomas met toute son énergie dans l’organisation d’une croisade contre les Mamelouks. Il sollicite toutes les puissances occidentales, reçoit des paroles encourageantes mais pas d’aide directe sauf de Pierre Ier roi de Chypre. Les préparatifs vont bon train quand une révolte en Crète l’oblige à différer son départ.
Finalement en juin 1365, Pierre Ier part de Venise qui lui accorde son soutien sous la condition que ni Alexandrie, ni les turcs avec lesquels Venise a des accords de commerce ne soient attaqués. Arrivés à Rhodes, il se laisse convaincre d’attaquer Alexandrie. L’armada qui compte 150 navires, arrive devant Alexandrie le 9 octobre 1365. Il dispose de 10 000 hommes et 1 400 chevaux, mais attend au large avant de débarquer. Le lendemain, quand il donne l’ordre de débarquer les musulmans ont eu le temps d’organiser leur défense en accueillent les croisés par une pluie de flèches. Les musulmans mal organisés sont nombreux à s’enfuir, mais les croisés sont impressionnés par leur nombre. La plupart des chevaliers sont d’avis de se retirer, mais ils se rallient à la résolution de Pierre Ier. La ville est prise et le pillage commence. Les croisés restent une semaine à Alexandrie, pillant et tuant. Quand il n’y a eu plus rien à prendre, les croisés remontent dans leurs navires et mettent les voiles. Plusieurs navires surchargés vont couler. Le gros de la flotte rentre à Chypre.
Pendant ces évènements, l’émir Yalbogha na pas bougé craignant qu’en quittant Caire ses rivaux n’en profitent pour l’écarter du pouvoir. Il finit par partir vers Alexandrie, et lorsqu’il arrive les croisés sont déjà repartis. La guerre entre Pierre Ier et Yalbogha se poursuit jusqu’en 1370. Les principales victimes de cette équipée sont les chrétiens d’Alexandrie qui doivent réunir de grosses sommes d’argent pour payer la rançon des prisonniers faits par les chypriotes et qui subissent dans le même temps de nouvelles vexations du pouvoir mamelouk. Les mamelouks ont un désir de vengeance. Yalbogha fait reconstruire Alexandrie et crée une flotte qui va faire de l’Égypte une nouvelle puissance maritime.
La cruauté de Yalbogha finit par le faire détester de la population du Caire. Au cours d’une tentative de renversement du sultan, Yalbogha est tué. Les émirs se révoltent sous la direction de Barquq un mamelouk d'origine circassienne qui avait été acheté par Yalbogha. Ces insurgés sont battus et Barquq part se réfugier en Syrie, mais le sultan Zayn ad-Dîn Chabân est tué. Il est regretté de tous pour « sa douceur et sa gentillesse », ce qui fait de lui une exception. Son fils Al-Mansûr `Alâ ad-Dîn `Alî, qui n'a que dix ans, lui succède puis est renversé en 1382 par son tuteur Barquq.